# Abutilon asperifolium
Abutilon asperifolium är en malvaväxtart som beskrevs av Ulbrich. Abutilon asperifolium ingår i släktet klockmalvor, och familjen malvaväxter. Inga underarter finns listade i Catalogue of Life.